# ASEAN自由貿易地域
ASEAN自由貿易地域（ASEAN Free Trade Area）とは、東南アジアにおける地域経済協力の一種。略称はAFTA。東南アジアの市場統合を通じて、EUや北米自由貿易協定（NAFTA）などの地域経済圏への対抗を図っている。

## 概要
1992年1月27日～28日にシンガポールで開催された第4回ASEAN公式首脳会議において、「シンガポール宣言」が採択され、AFTAの創設が正式に決定された。1993年から2008年までの15年で実現することとされた。AFTA発足時のASEAN加盟国は6カ国（ブルネイ、インドネシア、マレーシア、フィリピン、シンガポール、タイ）であったが、その後ベトナム（1995年）、ラオス、ミャンマー（1997年）、カンボジア（1999年）がASEANに加盟したことにともない、東南アジア10カ国による地域経済協力圏が形成された。
AFTA域内での競争が促されることで、東南アジア全体の国際競争力が向上することや、AFTAによって形成される広大な市場に外国資本が参入することなどが期待されている。後発加盟国4カ国は2015年までにゼロ関税とするという。
共通有効特恵関税（CEPT：Common Effective Preferential Tariff）の最終関税率（0～5％）の実現目標年は前倒しとなり、原加盟国6カ国は2002年までにほぼ達成したが、カンボジア、ミャンマーで実施が遅れている。
AFTAの最終目標は輸入関税撤廃である。目標年は、原加盟国は2015年から2010年に前倒し、新規加盟国は2018年から2015年に前倒しとなっている。
AFTAに基づく物品貿易に関する協定はATIGA(ASEAN Trade In Goods Agreement)と呼ばれ、2010年8月に発効した。全11章の中で包括的投資協定、サービス協定とともにASEAN経済共同体の基盤となる、物品の自由な移動を実現するための輸入関税減免規定などが規定されている。

## ASEAN・中国FTA（AC-FTA）
2010年1月20日、ASEAN先行加盟6カ国（タイ、インドネシア、ブルネイ、マレーシア、フィリピン、シンガポール）は2010年中に中国の間で貿易される品目の9割について関税を撤廃し、2015年までにASEAN新規加盟4カ国（ベトナム、ラオス、ミャンマー、カンボジア）もそれを行うとするASEAN・中国FTA (AC-FTA)が発効した。
インドネシアでは延期を求める声が上がり、国内で議論が続いた。ヒダヤット産業相は、安い中国製品が流入することにより、国内産業が「深刻な打撃を受ける」との見解を議会に示し、国内産業の打撃が解雇や失業に繋がる懸念も示した。また、国内の14産業が、FTA実施の延期を要望していた。そして国内世論も延期を求め、1月6日には、バンドンで大量解雇に繋がるなどとして、FTAに反対する数千人規模の労働者のデモが行われた。

## 日本・ASEAN包括的経済連携協定（AJ-CEP）
日本とASEANは、経済連携協定（EPA）である「日本・ASEAN包括的経済連携協定」を締結している。2008年12月から順次発効している。